# Taggeuforbia
Taggeuforbia (Euphorbia acanthothamnos) är en törelväxtart som beskrevs av Theodor Heinrich von Heldreich, Giovanni Battista Sartorelli och Pierre Edmond Boissier.
Euphorbia acanthothamnos ingår i släktet törlar och familjen törelväxter. Inga underarter finns listade i Catalogue of Life.

## Bildgalleri

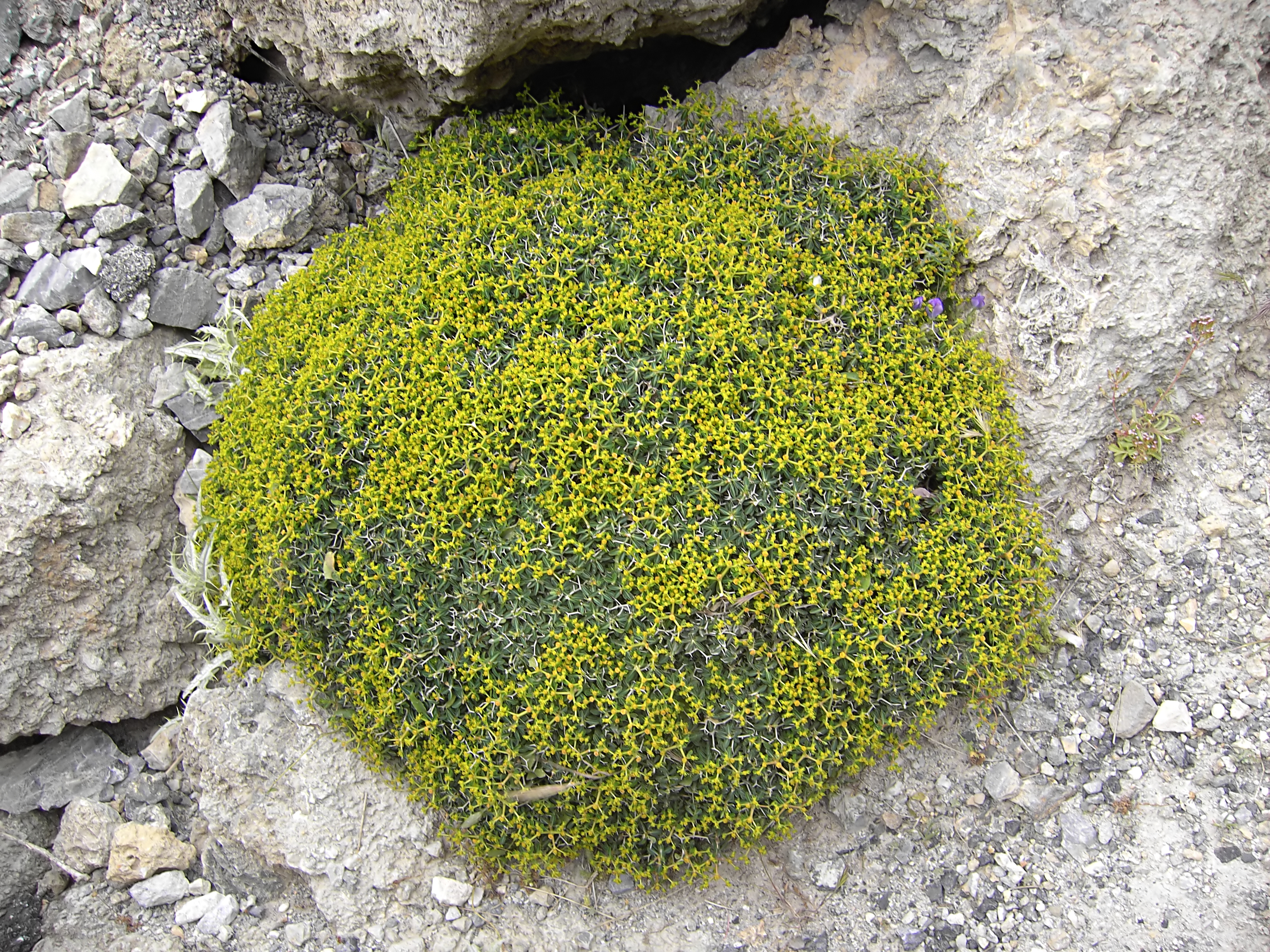
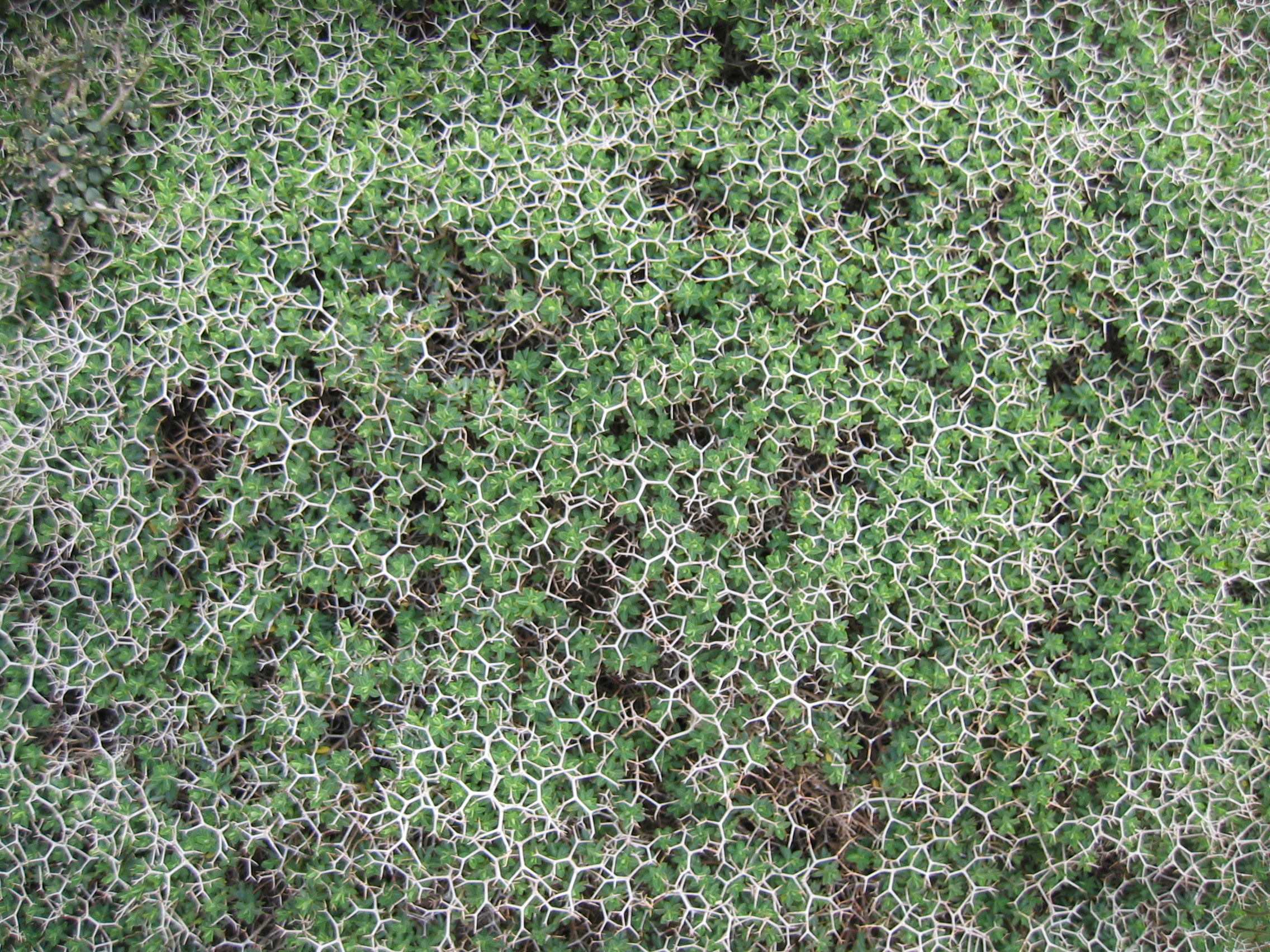
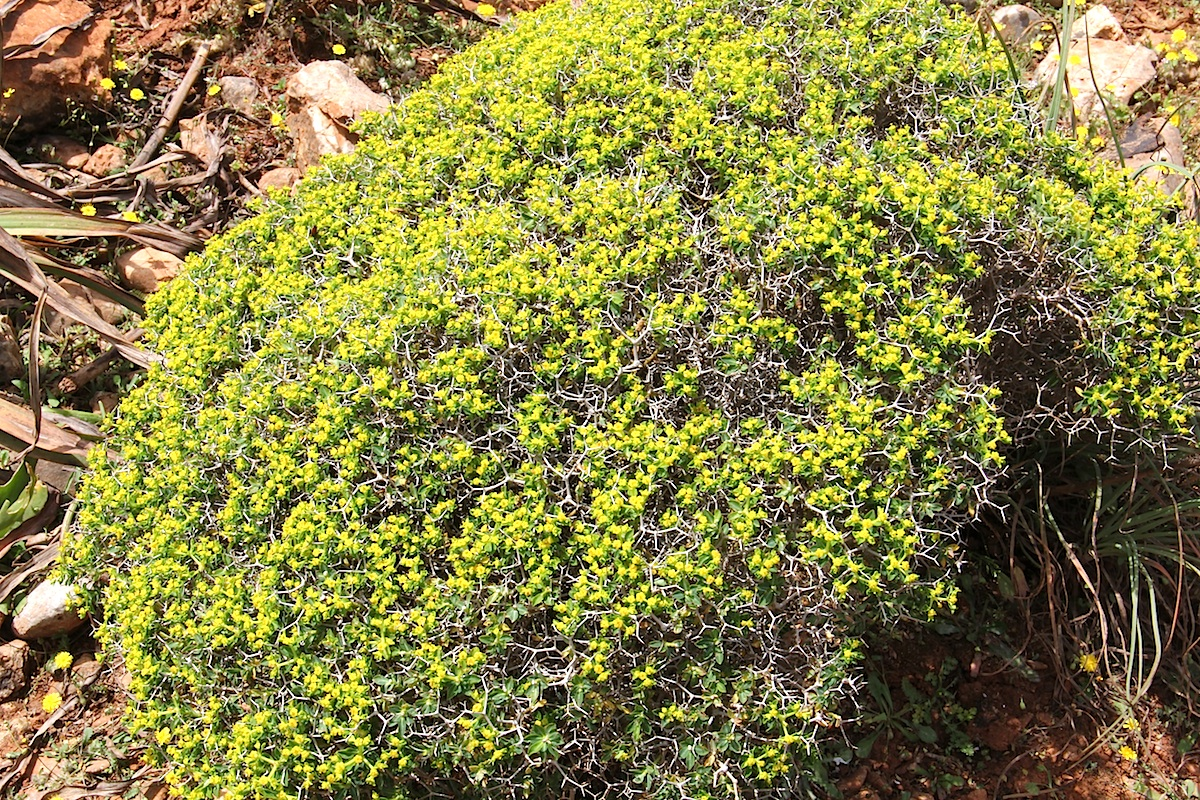
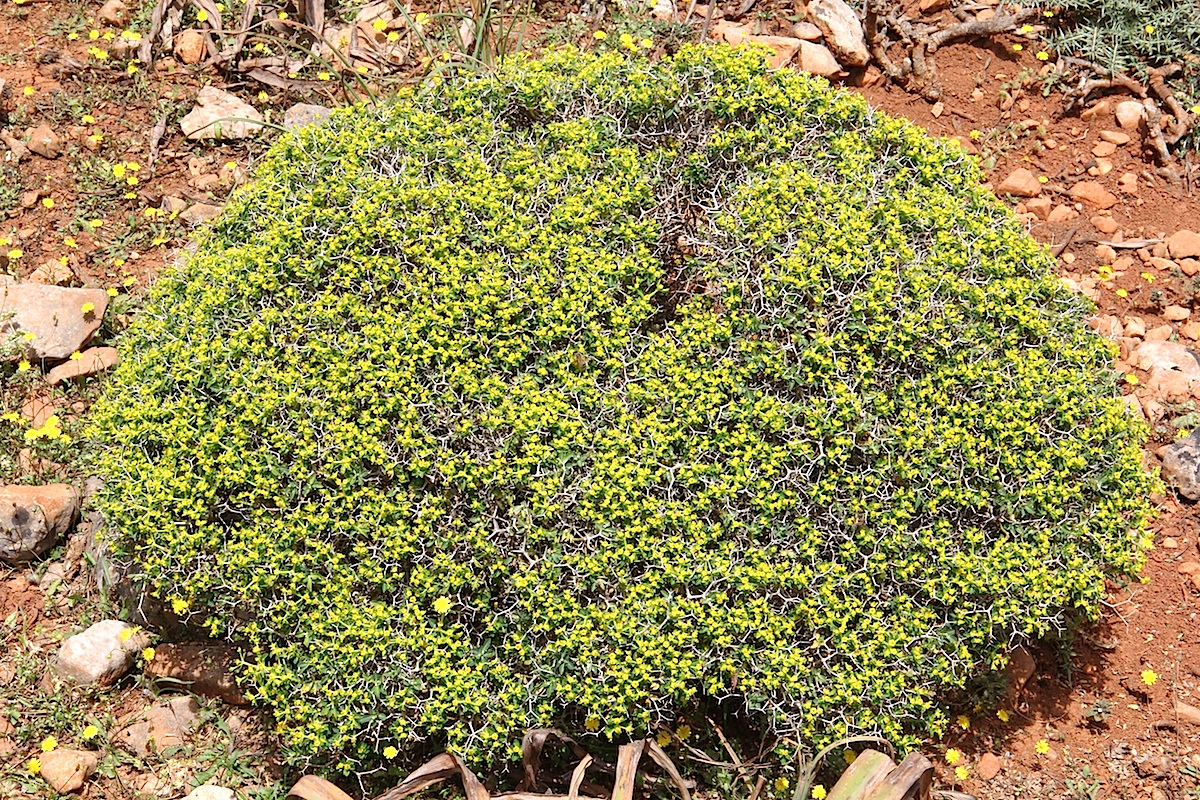
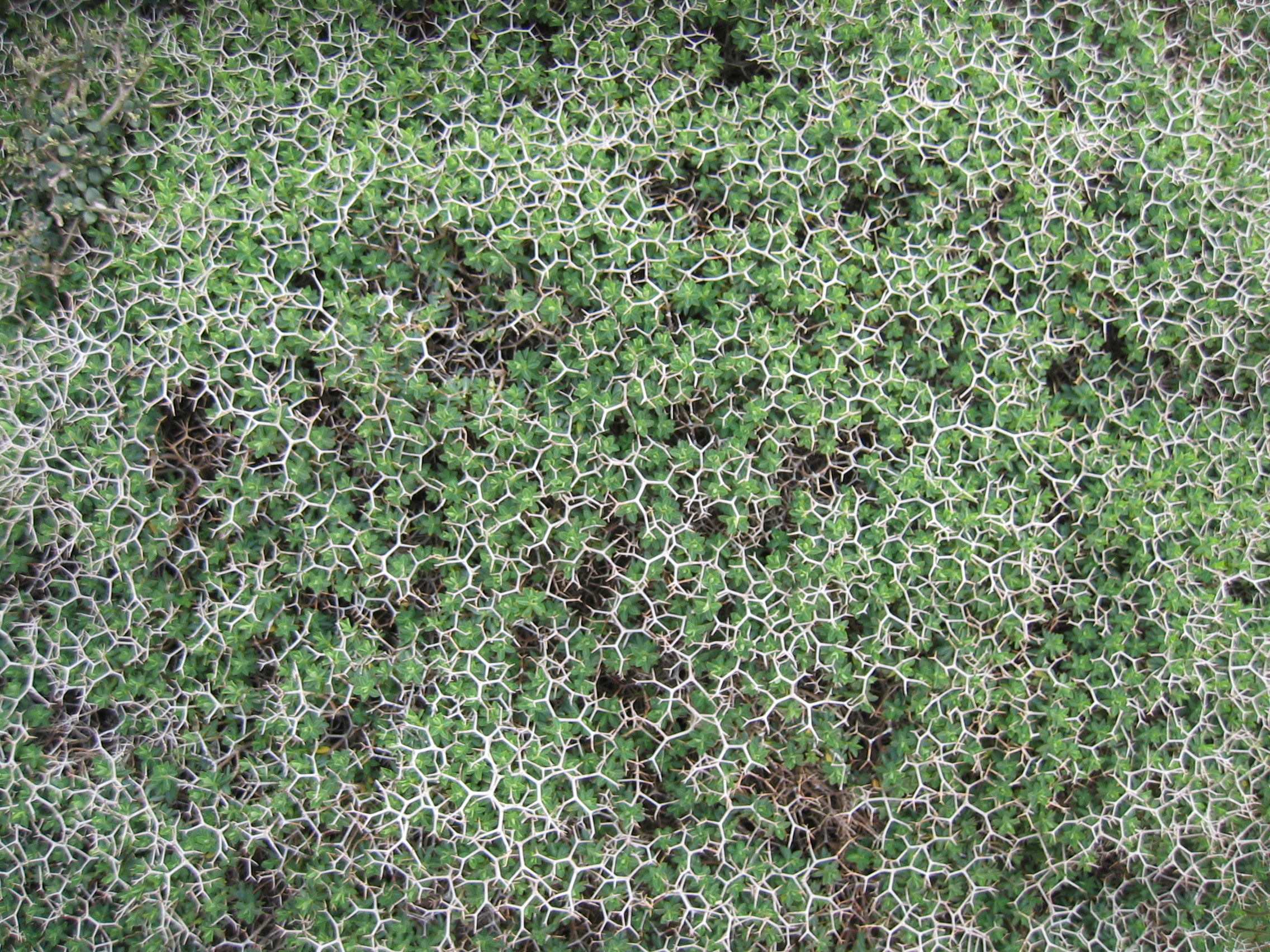